# 1451

## Родени
- Христофор Колумб, изследовател

## Починали
- 3 февруари – Мурад II, Османски султан